# Norsk Melodi Grand Prix 2013
Norsk Melodi Grand Prix 2013 var den 52:a upplagan av Norsk Melodi Grand Prix som även var Norges nationella uttagning till Eurovision Song Contest 2013 i Malmö i Sverige. Vinnare i finalen blev Margaret Berger med låten "I Feed You My Love".

## Tävling

### Bidrag
Från och med den 1 juli 2012 kunde bidrag skickas in till tävlingen. Totalt skickades det in fler än 600 bidrag. De flesta bidragen kom från norska låtskrivare men det kom även låtar från ett flertal andra europeiska länder.
Bland låtskrivarna fanns Alexander Rybak som representerade Norge i Eurovision Song Contest 2009 och vann hela tävlingen med låten "Fairytale". Han skrev låten "I'm With You" framförd av Annsofi.
Efter att endast två av tre semifinaler slutförts rapporterades det att låtar från uttagningen spelats mer än någonsin på radio. Enligt personer involverade i tävlingen och radio var detta på grund av att årets upplaga hade ett starkare startfält än på flera år och att det var en högre kvalité på låtarna som även var mer radiovänliga.

### Program
Årets Norsk Melodi Grand Prix bestod av tre semifinaler följt av en final. Sju bidrag framfördes i varje semifinal och därmed deltog totalt 21 bidrag i tävlingen. Finalen bestod av 10 bidrag då 3 gått vidare från varje semifinal och 1 av de som inte gått vidare valts som ett wildcard. Den huvudjury som valde de 21 bidragen bestod av fyra personer. De var Kristin Winsents, Vivi Stenberg, Christine Dancke och Gisle G. Stokland. Vinnare i finalen utsågs med hjälp av en kombination av jury och telefonröster. Juryn som gav poäng bestod av sju personer.
Den 14 september 2012 avslöjade NRK att värdarna för programmen skulle vara Jenny Skavlan och Erik Solbakken.
Varje onsdag innan både semifinalerna och finalen visades det ett presentationsprogram. I de program som visades innan semifinalerna avslöjades bidragen i nästa semifinal för första gången, detta till skillnad från tidigare år då man släppt alla deltagare innan tävlingen ens börjat. Programmen med titeln MGP Direkte sändes varje onsdag klockan 20:15 lokal tid och var en halvtimme långa. Programmet sändes från varje semifinals värdstad och biljetter gavs ut gratis.

### Gästartister
Den 6 februari meddelade NRK att den svenska sångerskan Loreen som var vinnaren av Eurovision Song Contest 2012 skulle framträda under telefonomröstningen i finalen med sin hit "My Heart Is Refusing Me". Hon hade 11 dansare med sig på scenen under sitt framträdande. Även Tooji som hade vunnit uttagningen året innan framträdde med en speciell version av sitt ESC-bidrag "Stay".

### Platser
Den 12 juni 2012 avslöjades staden Steinkjer och arenan Campus Steinkjer som den plats där den första semifinalen skulle hållas den 19 januari 2013. Den 14 september 2012 avslöjades det att staden Florø skulle hålla den andra semifinalen den 26 januari 2013. Den 14 september 2012 avslöjades det också att finalen skulle äga rum den 9 februari 2013 i huvudstaden Oslo och i arenan Oslo Spektrum. Den 23 oktober 2012 släpptes officiellt biljetter till evenemanget. Samtidigt avslöjades det att den tredje semifinalen skulle hållas i Larvik den 2 februari 2013.

## Schema
- 16 januari: Inför semifinal 1
- 19 januari: Semifinal 1
- 23 januari: Inför semifinal 2
- 26 januari: Semifinal 2
- 30 januari: Inför semifinal 3
- 2 februari: Semifinal 3
- 6 februari: Inför finalen
- 9 februari: Final

## Omgångar

### Semifinal 1
Förprogrammet inför den första semifinalen sändes den 16 januari 2013.
Själva semifinalen gick av stapeln den 19 januari. Programmet sändes 19:55 CET från Steinkjer och 7 bidrag tävlade om tre platser i finalen i Oslo. De som gick vidare var Vidar Busk, Datarock och Gromth feat. Emil Solli-Tangen.
| Nr | Artist                         | Sång                           | Text (t) / Musik (m)                                                    | Plats |
| -- | ------------------------------ | ------------------------------ | ----------------------------------------------------------------------- | ----- |
| 1  | Vidar Busk                     | "Paid My Way"                  | Tim Scott McConnell (m/t), Vidar Busk (m)                               | 3     |
| 2  | Carina Dahl                    | "Sleepwalking"                 | Carina Dahl (m/t), Ben Adams (m/t), Søren Pagh (m/t)                    | Ute   |
| 3  | Tom Hugo                       | "Det er du"                    | Tom Hugo (m/t)                                                          | Ute   |
| 4  | Gromth feat. Emil Solli-Tangen | "Alone"                        | Gromth (m), Emil Solli-Tangen (t), Sven Atle Kopperud (t)               | 1     |
| 5  | Julie Bergan                   | "Give A Little Something Back" | Ben Adams (m/t), Sara Skjoldnes (m/t), Julie Bergan (m/t)               | Ute   |
| 6  | Mimi Blix                      | "Catch Me"                     | Dr. Shiver (m/t), Luca Monticelli (m), Mauro Cottini (m), Mimi Blix (t) | Ute   |
| 7  | Datarock                       | "The Underground"              | Fredrik Saroea (m/t), Pål Myran-Håland (m)                              | 2     |

### Semifinal 2
Förprogrammet inför den andra semifinalen sändes den 23 januari 2013.
Själva semifinalen gick av stapeln den 26 januari. Programmet sändes 19:55 CET från Florø och 7 bidrag tävlade om tre platser i finalen i Oslo. De som gick vidare var Annsofi, Fjellfolk och Margaret Berger.
| Nr | Artist          | Sång                 | Text (t) / Musik (m)                                               | Plats |
| -- | --------------- | -------------------- | ------------------------------------------------------------------ | ----- |
| 1  | Martin Blomvik  | "Det vakje mi tid"   | Martin Blomvik (m/t), Bjørn Johan Muri (m/t), Mats Weinholdt (m/t) | Ute   |
| 2  | Annsofi         | "I'm With You"       | Alexander Rybak (m/t)                                              | 3     |
| 3  | Shackles        | "On Hold"            | Silya Nymoen (m/t), KeiOne (m/t), John Lundvik (m/t)               | Ute   |
| 4  | Hank            | "No One"             | Josefin Winther (m/t), Magnus Åserud Skylstad (m)                  | Ute   |
| 5  | Fjellfolk       | "Ulvetuva"           | Trym Bjønnes (m/t)                                                 | 2     |
| 6  | Haji            | "Shine With Me"      | Haji (m/t), Morad Aziman (m/t)                                     | Ute   |
| 7  | Margaret Berger | "I Feed You My Love" | Karin Park (m/t), Robin Lynch (m/t), Niklas Olovson (m/t)          | 1     |

### Semifinal 3
Förprogrammet inför den tredje semifinalen sändes den 30 januari 2013.
Själva semifinalen gick av stapeln den 2 februari. Programmet sändes 19:55 CET från Larvik och 7 bidrag tävlade om tre platser i finalen i Oslo. De som gick vidare var Gaute Ormåsen, Sirkus Eliassen och Adelén. Därmed var nio av de tio finalisterna klara.
Den 4 februari meddelade NRK att juryn gett wildcardet till Lucky Lips som inte tog sig vidare från den tredje semifinalen.
| Nr | Artist          | Sång                   | Text (t) / Musik (m)                                           | Plats    |
| -- | --------------- | ---------------------- | -------------------------------------------------------------- | -------- |
| 1  | Gothminister    | "Utopia"               | Bjørn Alexander Brem (m/t)                                     | Ute      |
| 2  | Adelén          | "Bombo"                | Ina Wroldsen (m/l), Quiz & Larossi (m/t)                       | 1        |
| 3  | Lucky Lips      | "Sweet and Heavy"      | Malin Pettersen (m/t)                                          | Wildcard |
| 4  | Gaute Ormåsen   | "Awake"                | Gaute Ormåsen (m/t), Fredrik Borgen (m/t), Jesper Borgen (m/t) | 3        |
| 5  | Anina           | "The Young"            | Anina (m/t), Mattias Frändå (m/t), Johan Åsgärde (m/t)         | Ute      |
| 6  | Winta           | "Not Afraid"           | Beyond 51 (m/t), Winta (t)                                     | Ute      |
| 7  | Sirkus Eliassen | "I Love You Te Quiero" | Magnus Eliassen (m/t), Erik Eliassen (t)                       | 2        |

### Final
Den 4 februari meddelade NRK startordningen i finalen.
| Nr | Artist                         | Sång                   | Text (t) / Musik (m)                                           | Plats  |
| -- | ------------------------------ | ---------------------- | -------------------------------------------------------------- | ------ |
| 1  | Vidar Busk                     | "Paid My Way"          | Tim Scott McConnell (m/t), Vidar Busk (m)                      | Ute    |
| 2  | Fjellfolk                      | "Ulvetuva"             | Trym Bjønnes (m/t)                                             | Ute    |
| 3  | Adelén                         | "Bombo"                | Ina Wroldsen (m/t), Quiz & Larossi (m/t)                       | Vidare |
| 4  | Gromth feat. Emil Solli-Tangen | "Alone"                | Gromth (m), Emil Solli-Tangen (t), Sven Atle Kopperud (t)      | Ute    |
| 5  | Gaute Ormåsen                  | "Awake"                | Gaute Ormåsen (m/t), Fredrik Borgen (m/t), Jesper Borgen (m/t) | Ute    |
| 6  | Lucky Lips                     | "Sweet and Heavy"      | Malin Pettersen (m/t)                                          | Ute    |
| 7  | Datarock                       | "The Underground"      | Fredrik Saroea (m/t), Pål Myran-Håland (m)                     | Ute    |
| 8  | Annsofi                        | "I'm With You"         | Alexander Rybak (m/t)                                          | Vidare |
| 9  | Margaret Berger                | "I Feed You My Love"   | Karin Park (m/t), Robin Lynch (m/t), Niklas Olovson (m/t)      | Vidare |
| 10 | Sirkus Eliassen                | "I Love You Te Quiero" | Magnus Eliassen (m/t), Erik Eliassen (t)                       | Vidare |

#### Superfinal
| Nr | Artist          | Sång                   | Jury   | Tele   | Total   | Plats |
| -- | --------------- | ---------------------- | ------ | ------ | ------- | ----- |
| 1  | Adelén          | "Bombo"                | 6,000  | 53,414 | 59,414  | 2     |
| 2  | Annsofi         | "I'm With You"         | 6,000  | 25,226 | 31,226  | 4     |
| 3  | Margaret Berger | "I Feed You My Love"   | 12,000 | 90,032 | 102,032 | 1     |
| 4  | Sirkus Eliassen | "I Love You Te Quiero" | 6,000  | 35,447 | 41,447  | 3     |

## Vid Eurovision
Norge tävlade i den andra semifinalen som hölls den 16 maj 2013. Där hade de startnummer 13. När resultatet meddelades stod det klart att landet gått vidare till finalen. I finalen som hölls 18 maj 2013 hade de startnummer 24. När omröstningen var klar hamnade Norge på en fjärdeplats med 191 poäng. Norge fick poäng från 34 av de 39 röstande länderna, (Frankrike, Irland, Storbritannien och Österrike var de enda länder som inte gav poäng till Norge.) Som bäst fick låten 12 poäng från tre länder: Sverige, Finland och Danmark.